# ЭД9
ЭД9 (Электропоезд Демиховский, 9-й тип) — серия электропоездов переменного тока, выпускавшихся с 1995 по 2016 год на Демиховском машиностроительном заводе (ДМЗ) для железных дорог России и бывшего СССР.
Заводское обозначение поездов серии (кроме ЭД9Э) — 62-305; заводские обозначения вагонов этих поездов:
- моторный промежуточный вагон (Мп) — модель 62-306;
- прицепной головной вагон (Пг) — модель 62-307;
- прицепной промежуточный вагон (Пп) — модель 62-308.

Заводское обозначение поезда ЭД9Э — 6750; заводские обозначения вагонов поезда:
- моторный промежуточный вагон (Мп) — модель 6751;
- прицепной головной вагон (Пг) — модель 6752;
- прицепной промежуточный вагон (Пп) — модель 6753.

## История создания серии

### Предпосылки к появлению

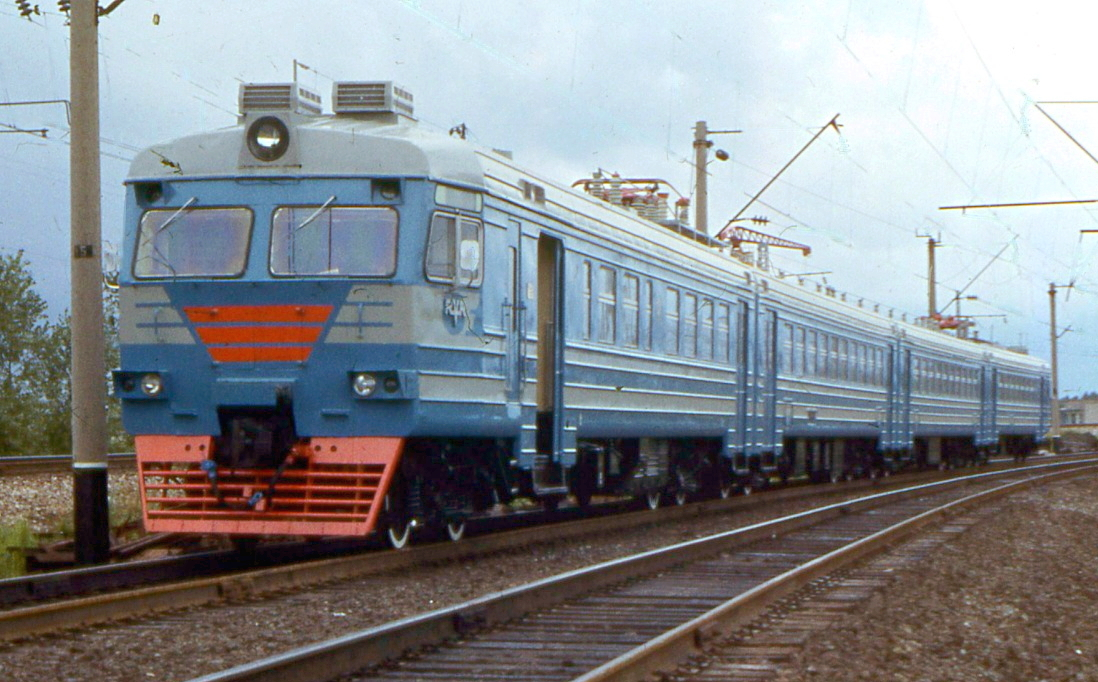
Электропоезд ЭР29-1, послуживший предшественником ЭД9Т по конструкции механической части

Ещё в начале 1980-х годов на Демиховском машиностроительном заводе было решено начать производство электропоездов, аналогичных поездам Рижского вагоностроительного завода (РВЗ). Ранее завод специализировался на узкоколейных вагонах, однако впоследствии было решено перепрофилировать этот завод на производство дополнительных прицепных вагонов для электропоездов РВЗ. Электропоезда постоянного тока были созданы на ДМЗ (ЭД2Т) и Торжокском вагоностроительном заводе (ЭТ2). Необходимо было создать электропоезд переменного тока, максимально унифицированный с поездом постоянного тока.
Известно, что в 1980-х годах на Рижском вагоностроительном заводе (РВЗ) был разработан проект электропоезда постоянного тока ЭР24. Поезда по этому проекту строились на ДМЗ с вышеупомянутым обозначением ЭД2Т.
В 1985 году на РВЗ был выпущен опытный электропоезд переменного тока ЭР29, кузов которого по сравнению с электропоездами семейства ЭР9 был удлинён с 19,6 до 21,5 метров и имел более широкие тамбуры и пассажирские автоматические двери, немного более длинный салон и изменённую форму лобовой части головных вагонов с козырьками на буферных фонарях. Также он имел отличный от ЭР9 комплект электрооборудования с тиристорно-импульсной системой регулирования (ТИСУ), при этом в отличие от ЭР9 токоприёмники, трансформаторы и преобразователи располагались на прицепных вагонах. Впоследствии конструкция его кузова была позаимствована электропоездами семейства ЭД9. Есть версия, согласно которой на РВЗ, параллельно с электропоездом ЭР24 постоянного тока, был разработан проект аналогичного электропоезда переменного тока ЭР27, который должен был иметь кузова аналогичные ЭР29, но стандартный комплект электрооборудования с реостатно-контакторной системой регулирования, аналогичный электропоездам ЭР9Т. Согласно другой части этой версии, проект ЭР27 также (по аналогии с парой «ЭР24-ЭД2Т») был реализован на ДМЗ — с обозначением ЭД9Т. Однако достоверных источников, способных подтвердить хотя бы одну часть этой версии, пока не обнаружено.

### Производство и модификации

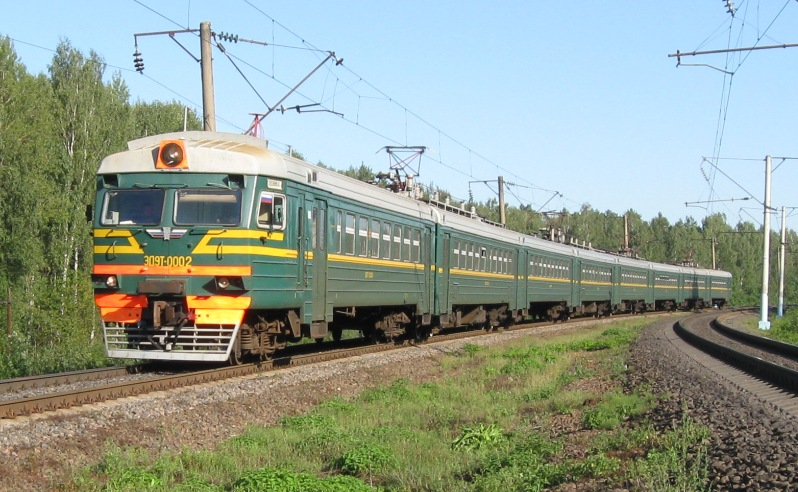
ЭД9Т-0002 на перегоне Клюковники-Навля (Брянская область)

Выпуск электропоездов серии ЭД9 начался в 1995 году. Эта серия началась с ЭД9Т, аналогичного ЭД2Т по конструкции механической части, но предназначенного для эксплуатации на переменном токе 25 кВ, 50 Гц. Вскоре после появления ЭД9Т была произведена модернизация модели. Головная часть обновлённого поезда, получившего обозначение ЭД9М, стала выполняться аналогично поезду ЭД4М; также введён ряд других новшеств. Наряду с ЭД9М, выпускались электропоезда ЭД9МК, отличавшиеся от обычных ЭД9М салоном повышенной комфортности. В дальнейшем начала производиться модификация ЭД9Э со своей отдельной нумерацией, оснащённая энергосберегающим комплектом оборудования. В процессе выпуска у последних ЭД9М и ЭД9Э с номера 0002 была изменена кабина машиниста с наклонными буферными фонарями и стали применяться прислонно-сдвижные двери и герметичные межвагонные переходы, как у ЭД4М поздних выпусков. Пять электропоездов ЭД9Э были выпущены с новой обтекаемой кабиной, аналогичной ЭД4М 500-х номеров.
Если не считать сборных электропоездов (составленных из отдельно выпущенных вагонов), двухвагонного ЭД9М-0032 (выделенного из заводского ЭД9М-0032) и тому подобного, по состоянию на 1 января 2017 года построено 329 электропоездов серии: ЭД9Т — 27 поездов (номера 0001-0027), ЭД9М/ЭД9МК — 240 поездов (номера 0028-0267), ЭД9Э — 62 поезда (номера 0001-0062). Последний электропоезд серии (ЭД9Э-0062) был выпущен в июле 2016 года.
Дальнейший выпуск невозможен, поскольку введены в действие новые требования стран Таможенного союза. Согласно им, в частности, все пассажирские моторвагонные поезда, производимые после августа 2016 года, должны быть оборудованы краш-системой безопасности пассажиров. Поэтому с августа 2016 года начались испытания новой серии — ЭП3Д.

## Общие сведения

### Составность
Поезда формируются из вагонов трёх типов — прицепных головных с кабинами управления (Пг), моторных промежуточных, оснащённых токоприёмниками (Мп) и прицепных промежуточных (Пп). Формирование составов производится по принципу двухвагонных электросекций, каждая из которых включает один моторный промежуточный и один прицепной головной или промежуточный вагон. Моторные вагоны сцепляются к промежуточным в составе секций со стороны токоприёмника, при этом промежуточные секции как правило повёрнуты в том же направлении, что и ближайшие головные, то есть моторные вагоны обычно обращены токоприёмниками к ближайшей голове. Если в состав электросекции входит головной вагон, то она называется головной секцией, если нет, то промежуточной секцией.
Композиции с чётным количеством вагонов (от 4 до 10) состоят из равного числа моторных и прицепных вагонов, то есть составляются по формуле (Пг+Мп)+0…3×(Пп+Мп)+(Мп+Пг). Композиции с нечётным количеством вагонов получаются добавлением вагона Пп в ту же схему (начиная с семивагонной). За основную составность поездов ЭД9М принята девятивагонная (в композиции 2Пг+4Мп+3Пп), а ЭД9Э — восьмивагонная (в композиции 2Пг+4Мп+2Пп). Включение в состав более одного дополнительного промежуточного вагона нежелательно из-за падения соотношения мощности состава к его массе и потери динамических характеристик. Кроме того, предусмотрена эксплуатация двух поездов в одном составе по системе многих единиц, при которой электрические цепи головных вагонов соединяются вручную с помощью кабелей.

### Технические характеристики
Основные параметры электропоезда ЭД9М:
- конструкционная скорость — 130 км/ч;
- размеры:
  - длина электропоезда 9-вагонной (основной) составности — 198,6 м;
  - длина поезда — n×22,06 м (n — количество вагонов);
  - длина вагона по осям автосцепок — 22 056 мм;
  - ширина вагона — 3522 мм;
  - база вагона — 15 000 мм;
  - ширина дверного проёма — 1250 мм;
- вместимость:
  - количество мест для сидения в поезде — 2251;
  - номинальная вместимость (места для сидения плюс 5 пасс./м²):
    - в поезде — 2149;
    - в вагоне Пг — 205;
    - в вагоне Мп — 248;
    - в вагоне Пп — 249;
- общая часовая мощность тяговых двигателей — 3520 кВт;
- удельная мощность тяговых двигателей — 8,58 кВт/т;
- среднее ускорение до скорости 60 км/ч — 0,7 м/с².

Основные параметры электропоезда ЭД9Э
- конструкционная скорость — 120 км/ч[12][к 2];
- размеры:
  - длина электропоезда 8-вагонной (основной) составности — 176,8 м;
  - длина поезда — n×22,1 м (n — количество вагонов);
  - длина вагона по осям автосцепок — 22 100 мм;
  - ширина вагона — 3480 мм;
  - база вагона — 15 000 мм;
- вместимость (мест для сидения):
  - в вагоне Пг — 64;
  - в вагоне Мп — 116;
  - в вагоне Пп — 116;
  - в вагоне Пп с туалетом — 110;
- мощность тяговых двигателей — 3520 кВт
- среднее ускорение до скорости 60 км/ч, не менее — 0,6…0,8 м/с².

### Нумерация и маркировка
Система нумерации и маркировки, принятая для поездов серии ЭД9, аналогична применяемой на ДМЗ (например, для ЭД2Т, ЭД4М). Составы получают номера четырёхзначного написания, начиная от 0001 для ЭД9Т; для следующих модификаций (кроме ЭД9Э) нумерация продолжается и является сквозной. Нумерация составов ЭД9Э снова начинается с 0001. Маркировка на лобовой части головных вагонов выполняется в формате, соответственно, ЭД9Т XXXX (либо ЭД9Т-XXXX), ЭД9М XXXX, ЭД9МК XXXX и ЭД9Э XXXX, где ХХХХ — номер состава (без указания номера вагона). Тип поезда наносится слева, а номер — справа от автосцепки (заводская маркировка на ЭД9Т наносилась в формате ЭД9Т-XXXX единой надписью над автосцепкой). Каждый вагон состава получает свой номер, в котором первые цифры означают номер состава, последние две — номер вагона по комплекту. Маркировка с номерами вагонов выполняется под окнами посередине вагона и отличалась добавлением двух цифр в конец (форматы ЭД9Т-XXXXYY, ЭД9М-XXXXYY, ЭД9МК-XXXXYY и ЭД9Э-XXXXYY, где YY — номер вагона). Вагоны Мп получают чётные номера (02, 04, 06, 08 и 10), вагоны Пг — 01 и 09, вагоны Пп — остальные нечётные (03, 05, 07, 09, 11). Например, маркировка первого вагона Пг электропоезда ЭД9Т-0002 будет ЭД9Т-000201; одного из вагонов Мп — ЭД9Т-000204 и так далее.

### Сходные модели
У электропоездов семейства ЭД9 существуют конструктивные аналоги для линий постоянного тока напряжения 3000 В — в основном из семейства ЭД4, выпускавшегося также на ДМЗ примерно в тот же период:
- ЭД2Т и ЭД4 — для модели ЭД9Т;
- ЭД4М — для модели ЭД9М (модернизированный вариант);
- ЭД4МК — для модели ЭД9МК (модернизированный вариант повышенной комфортности);
- ЭД4Э — для модели ЭД9Э (состав с энергосберегающим электрооборудованием).

## Конструкция

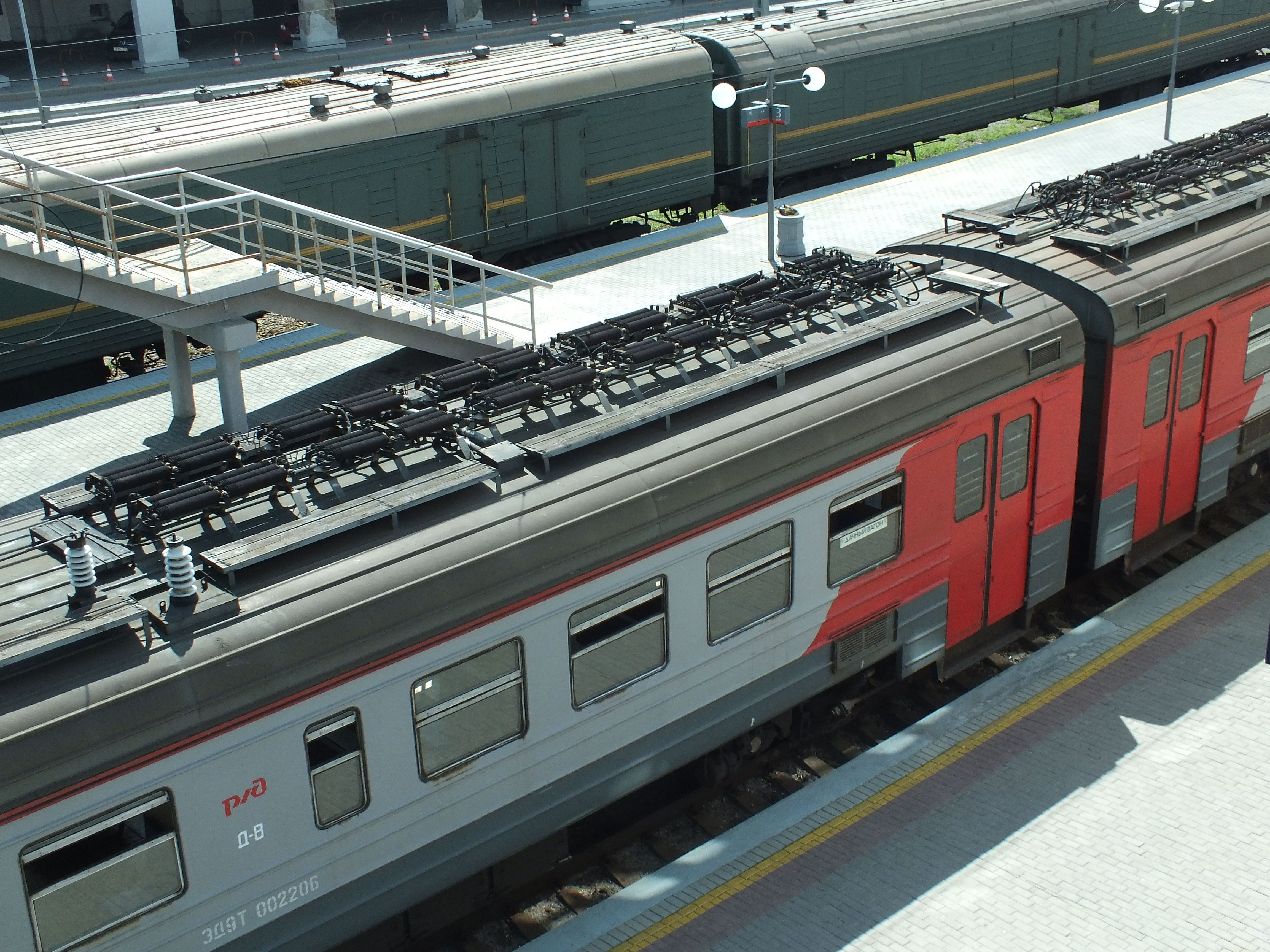
ЭД9Т-0018, тормозные реостаты на крыше моторного вагона

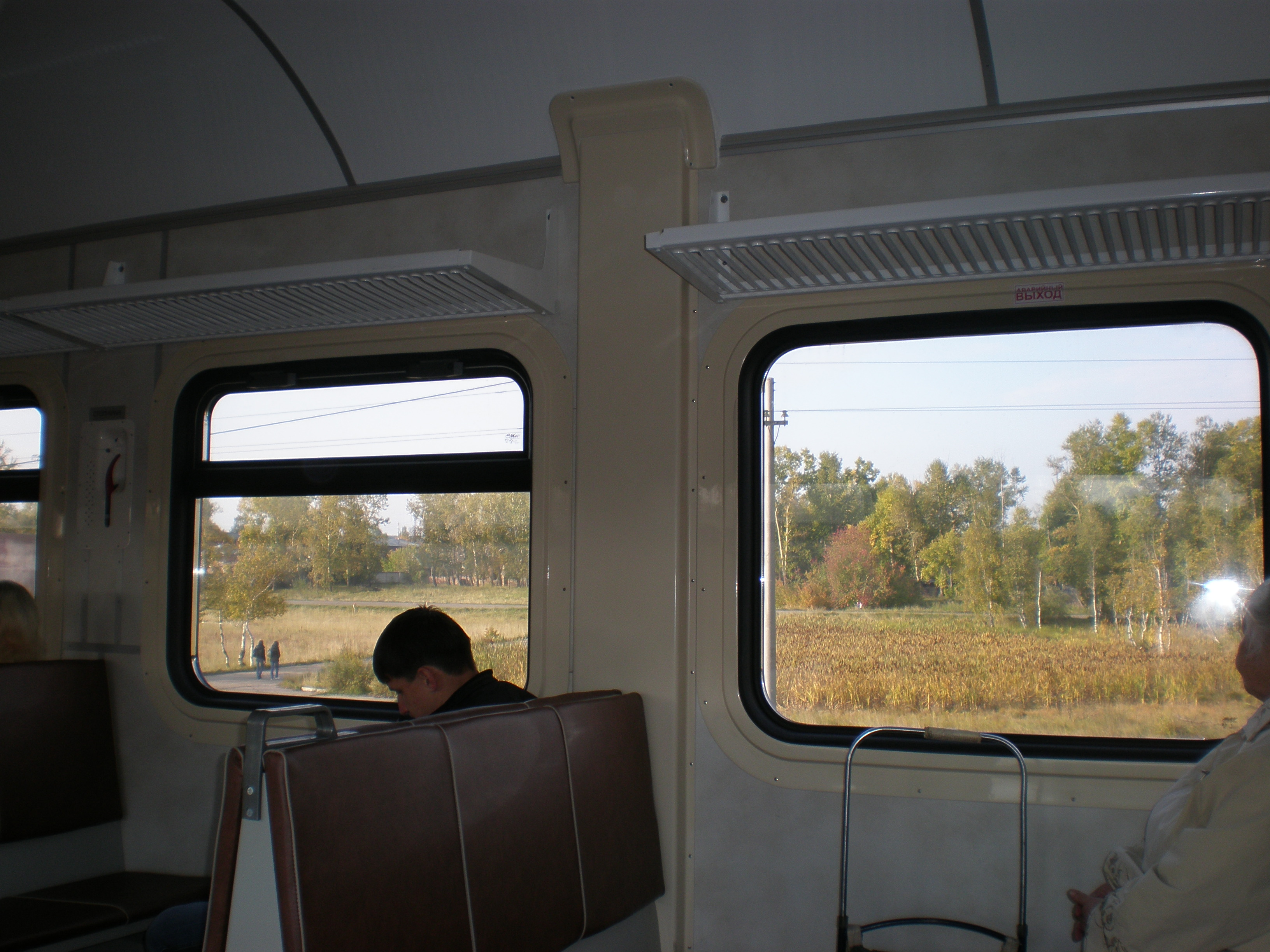
Компактный кабельный ввод в новых электропоездах ЭД9М выпуска 2008 года и позднее

Кузова вагонов и тележки электропоездов семейства ЭД9 аналогичны таковым электропоездов семейства ЭД4 постоянного тока. Внешне электропоезда ЭД9Т и ЭД9М почти не отличаются от ЭД4 и ЭД4М соответственно, за исключением крышевого и подвагонного оборудования и наличия в середине моторных вагонов у электропоездов ранних выпусков по одному заслонённому окну в середине салона. Внутри салона моторного вагона электропоездов ранних выпусков расположен шкаф с высоковольтной шиной, заслоняющий оконный проём. Позднее в ходе выпуска был разработан компактный аналог с применением высоковольного кабеля, проходящего в стене вагона и незначительно выступающего в салон, позволивший увеличить количество посадочных мест за счёт отсутствия шкафа.
Особенности конструкции электропоездов производства ОАО «ДМЗ» с вагонами длиной 21,5 м позволяют использовать девятивагонные электропоезда семейства ЭД9 для совместной эксплуатации и для равноценной замены десятивагонных электропоездов серий ЭР9 всех наименований. Наличие на электропоездах широких входных дверей и больших накопительных тамбуров обеспечивает более благоприятные условия для перевозки пассажиров в пригородном сообщении, особенно часы «пик» (снижение времени посадки-высадки на 40 %). Большой выбор предложенных составностей электропоездов типов ЭД9М и ЭД9Э позволяет потребителям уменьшить капитальные затраты, а также снизить эксплуатационные расходы на ремонт и обслуживание поездов с меньшим количеством моторных вагонов при одинаковой длине и населённости.
Электропоезда оборудованы электродинамическим (реостатным) тормозом, конструкция вагонов обеспечивает возможность эксплуатации на линиях, как с высокими, так и с низкими платформами.

## Модернизации и модификации

### ЭД9Т

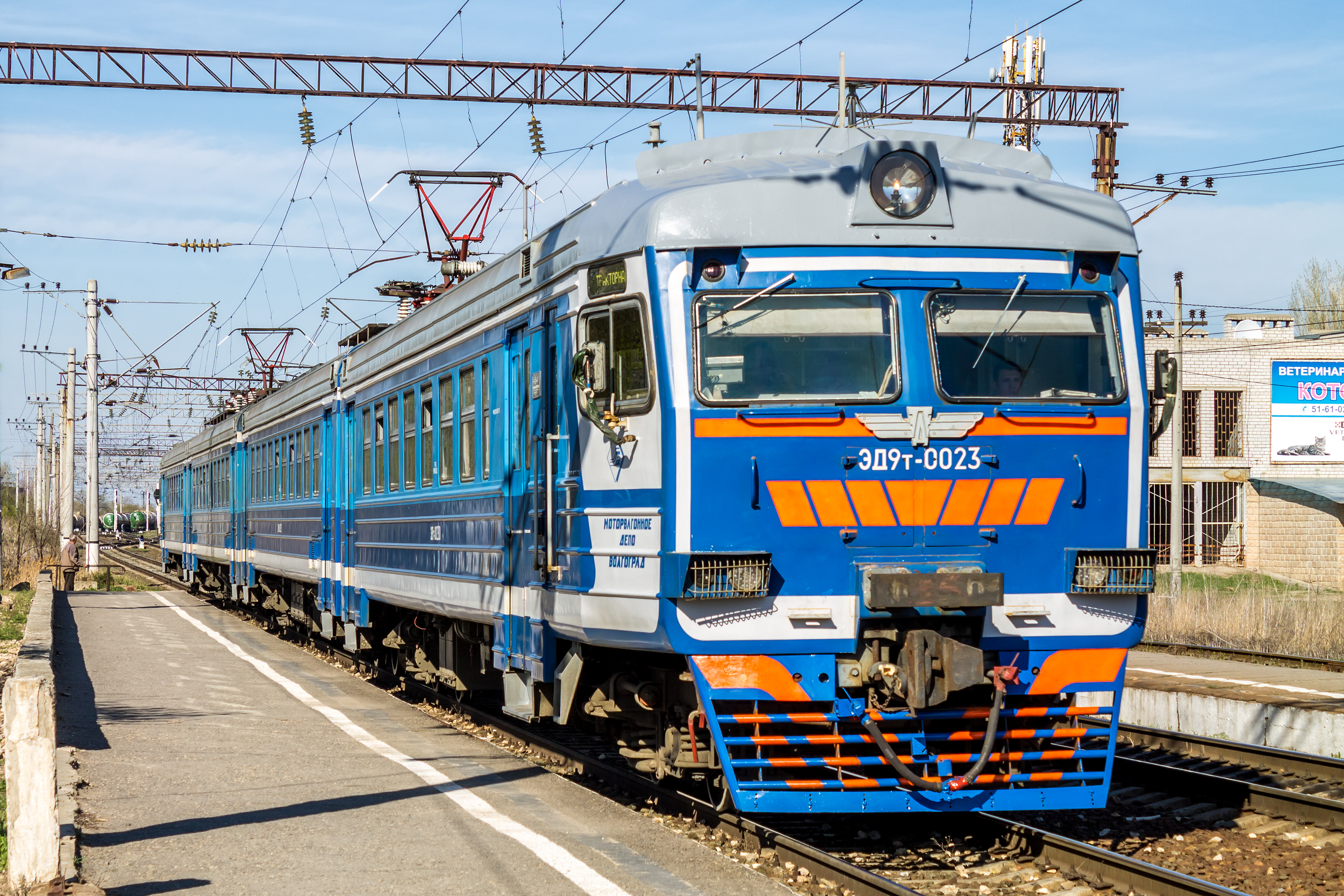
ЭД9Т-0023

Электропоезд ЭД9Т переменного тока создавался как аналог электропоезда постоянного тока ЭД2Т того же завода и был конструктивно максимально унифицирован с последним.
Его электрическая схема была практически одинакова с ЭР9Т (в обозначении нового поезда поменялась только буква, указывающая на завод), однако был применён усовершенствованный комплект электрооборудования производства РЭЗ. В нём были применены ТЭД типа 1ДТ.003.11, унифицированные с электропоездами ЭР2Т и ЭД2Т, добавлена система автоматического замещения неисправного реостатного тормоза электропневматическим и т. п. На ЭД9Т не стали ставить систему поосного выравнивания коэффициентов тяги (ПВКТ). Главной особенностью новой схемы является улучшенная система регулирования в режиме реостатного торможения: якоря ТЭД в тормозном режиме соединены в два контура. При этом с помощью тормозного контроллера происходит переключение резисторов, с обеспечением семи ступеней реостатного торможения. На 12-й позиции срабатывает электропневматическое дотормаживание. Возбуждение ТЭД в тормозном режиме производится от секции 0—4 тяговой обмотки силового трансформатора. Возбуждение осуществляется через полууправляемый мост, позволяющий регулировать ток возбуждения ТЭД. Контроллер машиниста имеет четыре тормозных положения. При установке контроллера в первое или второе положение происходит реостатное торможение с пониженным усилием. При установке контроллера в третье положение происходит реостатное торможение с нормальной уставкой. При переводе контроллера в четвёртое положение включается электропневматическое торможение вагонов Пп и Пг — в дополнение к реостатному торможению вагонов Мп. При включении режима реостатного торможения система управления реостатным торможением (СУРТ) регулирует токи якорей ТЭД при разных значениях ступеней тормозных резисторов и поддерживает величину тока возбуждения ТЭД постоянной при достижении заданного значения. Аналогичный комплект РЭЗ почти одновременно был применён на РВЗ при создании последней версии девятой серии (ЭР9ТМ).
Всего было выпущено 27 восьми- и десятивагонных составов электропоездов ЭД9Т (номера с 0001 по 0027). Выпуск ЭД9Т прекращён (с номера 0028 выпускались электропоезда серий ЭД9М и ЭД9МК). Электропоезда оборудованы системой реостатного торможения.
Также в 1999 году дополнительно были выпущены 30 прицепных вагонов (с номерами с ЭД9Т-3001 по 3030), несовместимых с поездами ЭД9Т, из которых были составлены поезда, состоящие из 10 вагонов и двух секций электровоза ВЛ80С или тепловоза 2ТЭ10В, в ТЧ-7 ГЖД вагоны эксплуатировались с ЧМЭ3, которые оборудованы специальными системами (затем были заменены рельсовыми автобусами РА2, вагоны переданы в депо ТЧприг-13 Киров, тепловозы возвращены в маневровую и вывозную работы). Все они эксплуатировались Горьковской железной дорогой.

### ЭД9М / ЭД9МК

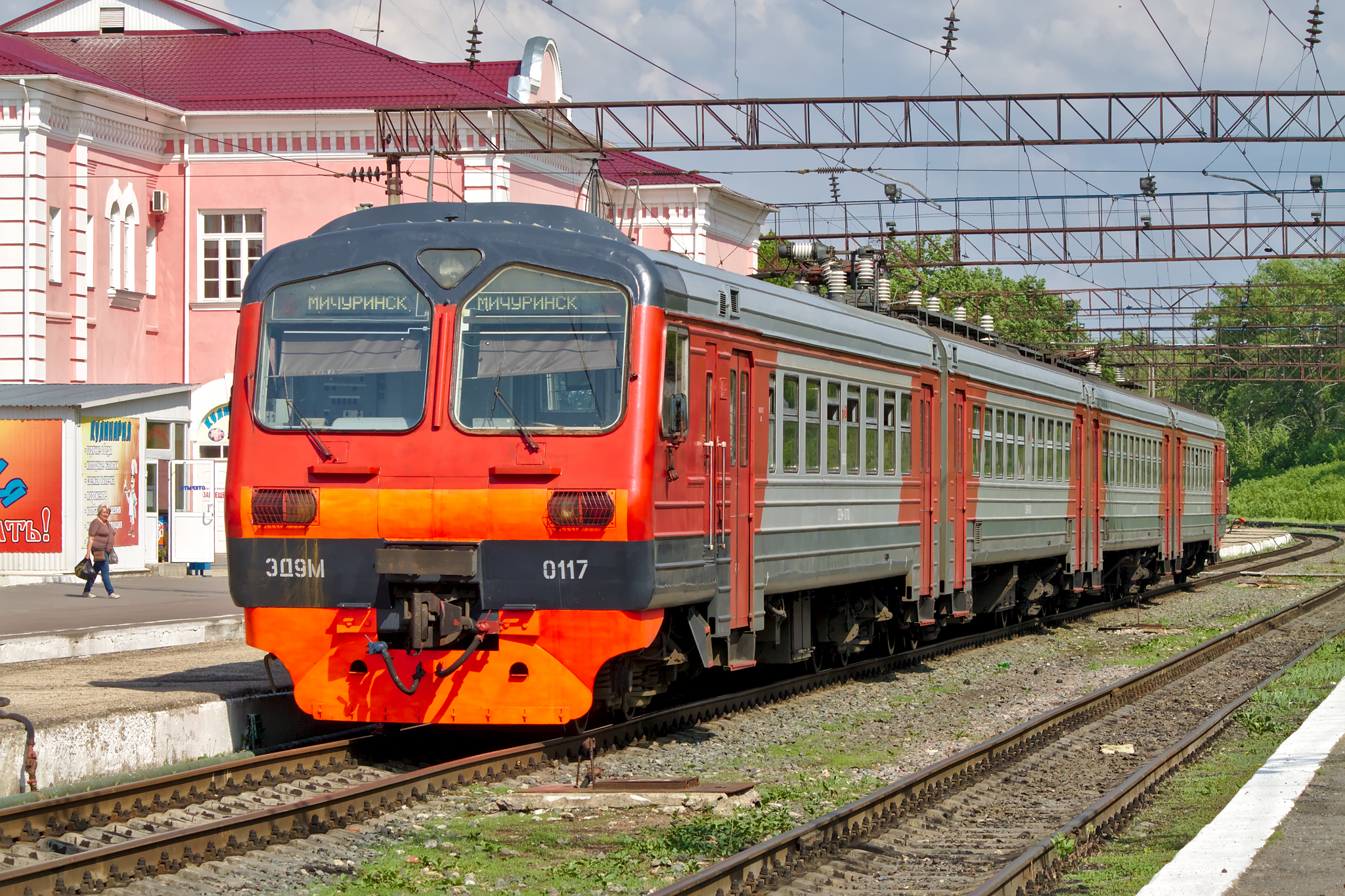
ЭД9М-0117 на вокзале в городе Ельце Липецкой области

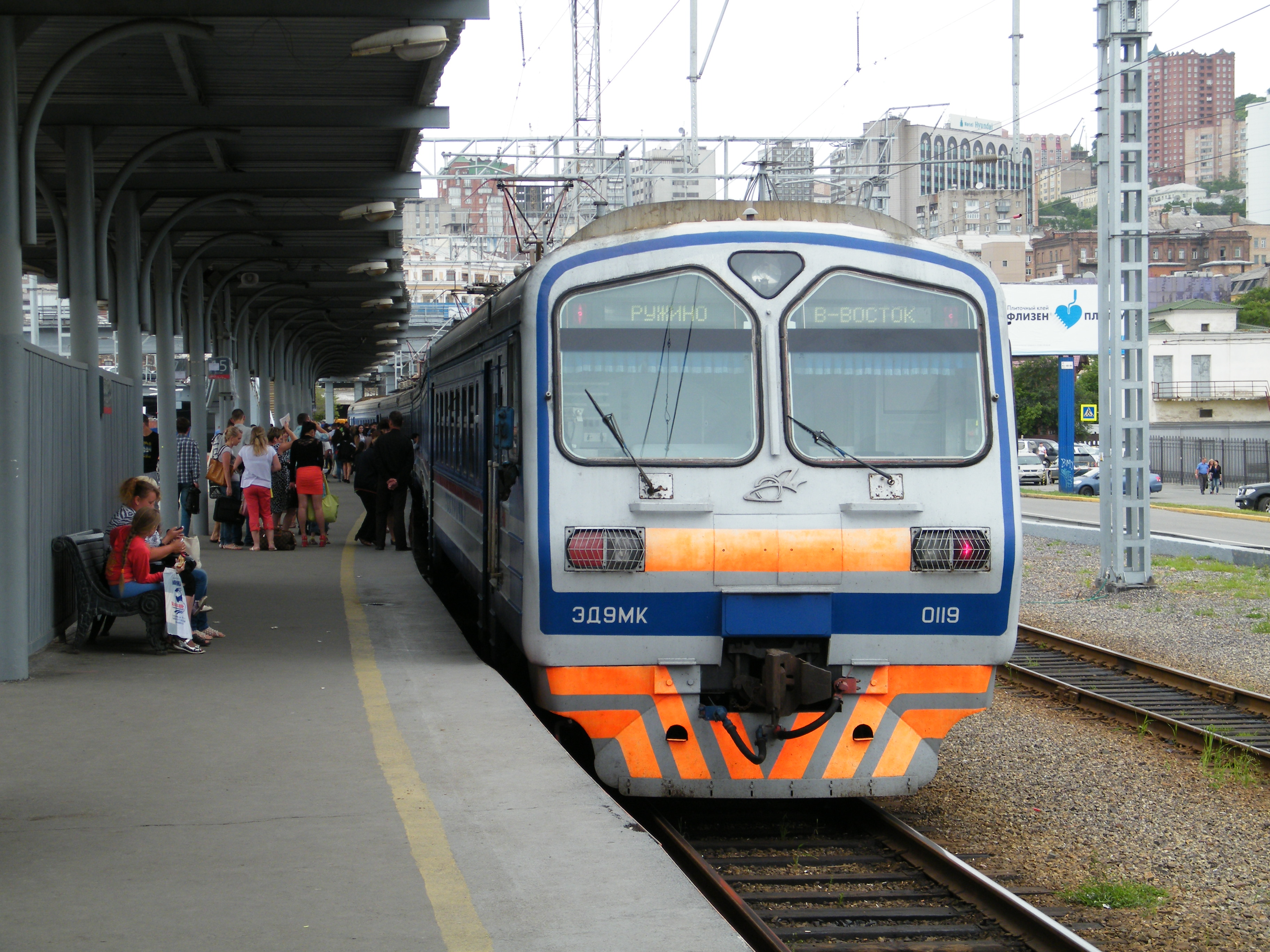
ЭД9МК-0119

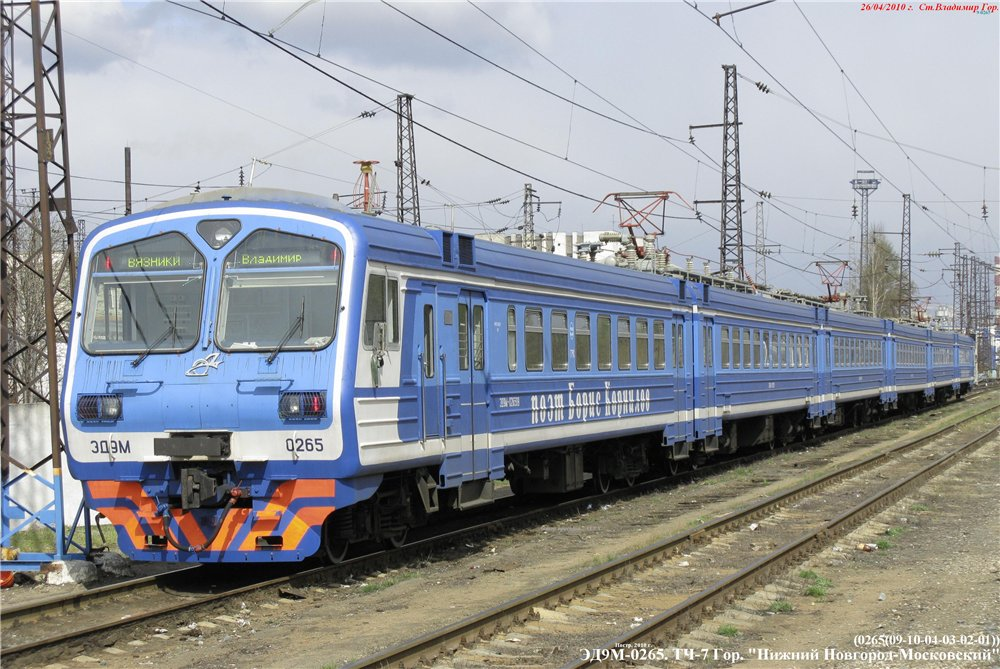
ЭД9М-0265 с изменённой конструкцией поручней

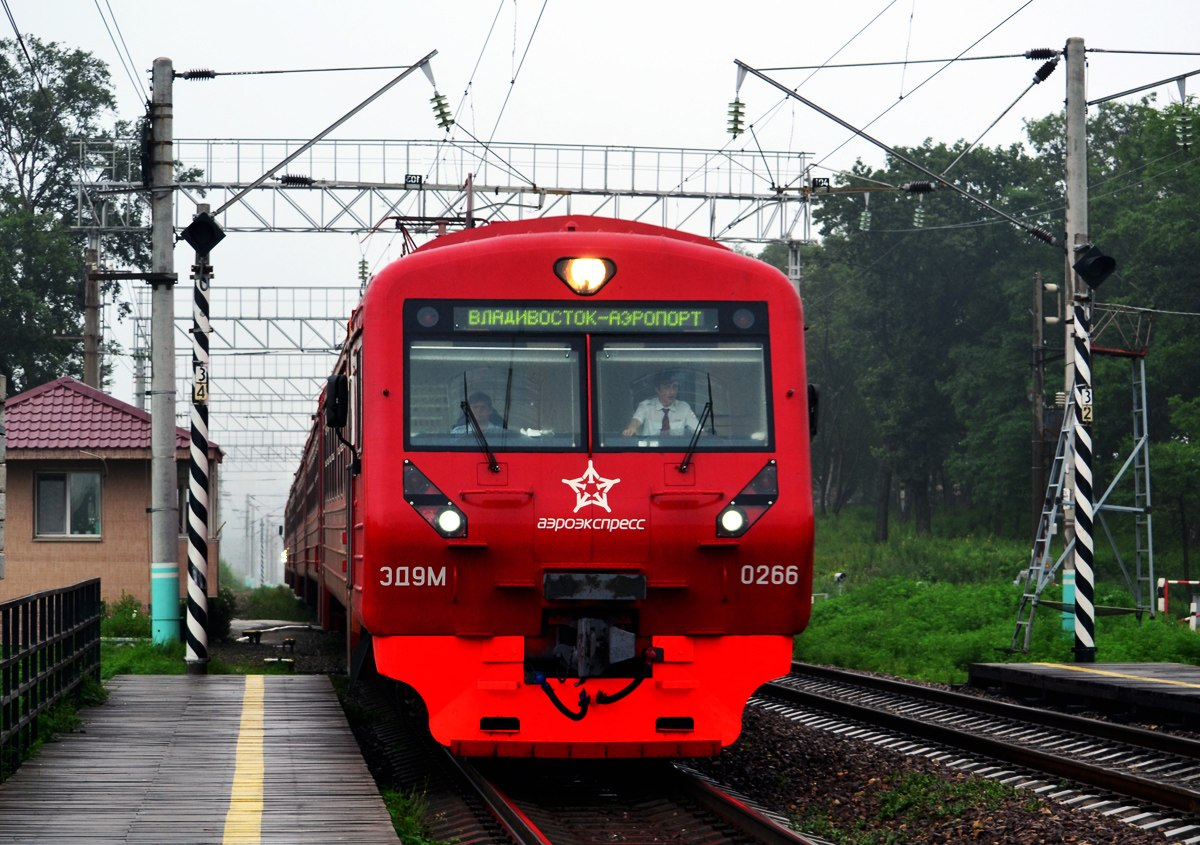
ЭД9М-0266 с обновлённой маской кабины машиниста

Начиная с номера 0028, вместо электропоездов ЭД9Т стали выпускаться электропоезда ЭД9М, основным отличием которых стала новая форма кабины машиниста, аналогичная кабине поездов постоянного тока ЭД4М.
По сравнению с находящимися в эксплуатации электропоездами серии ЭР9Т электропоезд ЭД9М имеет следующие преимущества и конструктивные особенности:
- более высокая пассажировместимость моторных вагонов (на 17 %);
- повышенная мощность тяговых двигателей;
- конструкция кабины машиниста более комфортна, отвечает современным требованиям эргономики;
- обеспечивается возможность формирования поездов чётной и нечётной составности путём включения в секции дополнительных прицепных вагонов;
- новая архитектура лобовой части с увеличенными окнами повышенной прочности, электронными маршрутными указателями, стеклоочистителями с электроприводом, стеклоомывателями, буферными сигналами новой конструкции (с совмещёнными красными и белыми фонарями в одном блоке), прожектором уменьшенных габаритов с эффективным отражателем;
- электронная система сигнализации о загорании и стационарная установка пожаротушения;
- блок индикации в кабине машиниста с информацией о неисправностях и возгораниях в вагонах; дублирование информации речевым сообщением;
- люминесцентное освещение салонов;
- табло «бегущей строки» с информацией о пути следования, дублируемой синтезатором речи;
- окна салонов с герметичными стеклопакетами;
- отделочные пожаробезопасные материалы;
- унифицированное кресло машиниста повышенной вибробезопасности.

Предусмотрена возможность эксплуатации электропоезда по системе многих единиц (по два или три состава).
Модификация ЭД9М предназначена для пригородных маршрутов, модификация ЭД9МК повышенной комфортности (имеет с ЭД9М сквозную нумерацию) — для экспрессных маршрутов.
| Сведения о номерах электропоездов серии ЭД9М, их составности, а также о постройке отдельных электровагонов (номера электропоездов ЭД9МК выделены жирным шрифтом) | Сведения о номерах электропоездов серии ЭД9М, их составности, а также о постройке отдельных электровагонов (номера электропоездов ЭД9МК выделены жирным шрифтом) | Сведения о номерах электропоездов серии ЭД9М, их составности, а также о постройке отдельных электровагонов (номера электропоездов ЭД9МК выделены жирным шрифтом) | Сведения о номерах электропоездов серии ЭД9М, их составности, а также о постройке отдельных электровагонов (номера электропоездов ЭД9МК выделены жирным шрифтом) | Сведения о номерах электропоездов серии ЭД9М, их составности, а также о постройке отдельных электровагонов (номера электропоездов ЭД9МК выделены жирным шрифтом) | Сведения о номерах электропоездов серии ЭД9М, их составности, а также о постройке отдельных электровагонов (номера электропоездов ЭД9МК выделены жирным шрифтом) |
| Год выпуска | Номера выпущенных электропоездов | Количество вагонов в электропоездах | Номера отдельных электровагонов | Номера отдельных электровагонов | Номера отдельных электровагонов |
| Год выпуска | Номера выпущенных электропоездов | Количество вагонов в электропоездах | Головных прицепных | Промежуточных моторных | Промежуточных прицепных |
| --- | --- | --- | --- | --- | --- |
| 2000 | 0028, 0029, 0030—0035 | 10 | — | — | — |
| 2001 | 0036—0044, 0051, 0052 | 10 | — | — | — |
| 2001 | 0045—0049 | 6 | — | — | — |
| 2001 | 0050 | 4 | — | — | — |
| 2002 | 0053, 0055—0062, 0064—0068 | 10 | 1001, 1002 | 2001, 2002 | — |
| 2002 | 0054, 0069 | 8 | 1001, 1002 | 2001, 2002 | — |
| 2002 | 0063 | 6 | 1001, 1002 | 2001, 2002 | — |
| 2003 | 0072, 0074, 0075, 0076, 0080, 0083, 0084, 0086, 0087, 0088 | 10 | 1003, 1004, 1005, 1006, 1007—1010 | — | — |
| 2003 | 0070, 0071, 0073, 0077, 0082 | 8 | 1003, 1004, 1005, 1006, 1007—1010 | — | — |
| 2003 | 0078 | 7 | 1003, 1004, 1005, 1006, 1007—1010 | — | — |
| 2003 | 0079, 0081, 0085 | 6 | 1003, 1004, 1005, 1006, 1007—1010 | — | — |
| 2004 | 0092, 0097, 0098, 0099, 0100, 0103, 0107, 0113, 0114 | 10 | 1011—1023 | 2003 | 3001 |
| 2004 | 0090, 0095, 0101, 0105, 0106, 0108, 0111, 0112, 0115 | 8 | 1011—1023 | 2003 | 3001 |
| 2004 | 0104 | 7 | 1011—1023 | 2003 | 3001 |
| 2004 | 0089, 0091, 0093, 0094, 0096, 0102, 0109, 0110 | 6 | 1011—1023 | 2003 | 3001 |
| 2005 | 0116, 0117, 0119, 0122, 0128, 0131, 0139 | 10 | 1024—1028 | — | — |
| 2005 | 0120, 0121, 0123, 0124, 0126, 0127, 0129, 0130, 0132, 0134, 0136, 0137, 0140, 0143                                                                               | 8 | 1024—1028 | — | — |
| 2005 | 0125, 0138, 0141, 0142 | 7 | 1024—1028 | — | — |
| 2005 | 0118, 0133, 0135 | 4 | 1024—1028 | — | — |
| 2006 | 0154, 0166, 0173, 0174 | 10 | 1029 | — | — |
| 2006 | 0159, 0167, 0168—0172, 0175—0179, 0181—0186 | 8 | 1029 | — | — |
| 2006 | 0180 | 7 | 1029 | — | — |
| 2006 | 0144—0153, 0155—0158, 0160—0164, 0165 | 6 | 1029 | — | — |
| 2007 | 0211, 0213, 0214, 0217—0219 | 10 | — | 2004—2007 | — |
| 2007 | 0187—0194, 0196—0210, 0212, 0215, 0216 | 8 | — | 2004—2007 | — |
| 2007 | 0195 | 6 | — | 2004—2007 | — |
| 2008 | 0228, 0232, 0234, 0235, 0239, 0240, 0247 | 10 | — | — | — |
| 2008 | 0220—0227, 0229, 0233, 0236—0238, 0242, 0243, 0250—0252 | 8 | — | — | — |
| 2008 | 0241, 0246 | 6 | — | — | — |
| 2008 | 0230, 0231, 0244, 0245, 0248, 0249 | 4 | — | — | — |
| 2009 | 0254, 0257 | 10 | 1030, 1031 | — | — |
| 2009 | 0253, 0255, 0256 | 8 | 1030, 1031 | — | — |
| 2009 | 0265 | 6 | 1030, 1031 | — | — |
| 2009 | 0258, 0259 | 4 | 1030, 1031 | — | — |
| 2010 | 0260, 0261 | 10 | — | — | — |
| 2011 | 0262 | 10 | 1032—1045, 1047 | — | — |
| 2012 | 0264 | 11 | 1046, 1048—1055 | — | — |
| 2012 | 0263, 0266, 0267 | 6 | 1046, 1048—1055 | — | — |

### ЭД9Э

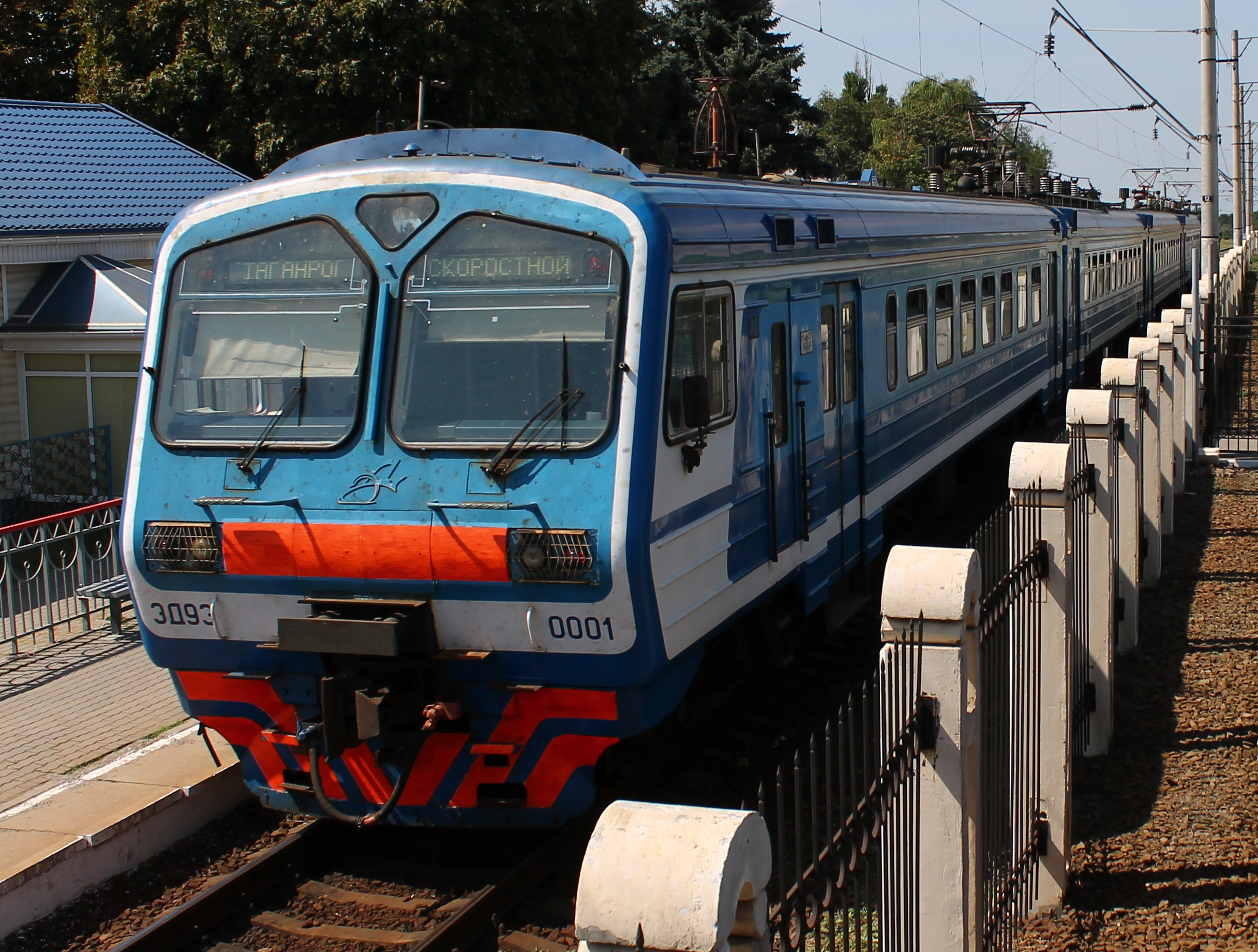
ЭД9Э-0001 (опытный образец)

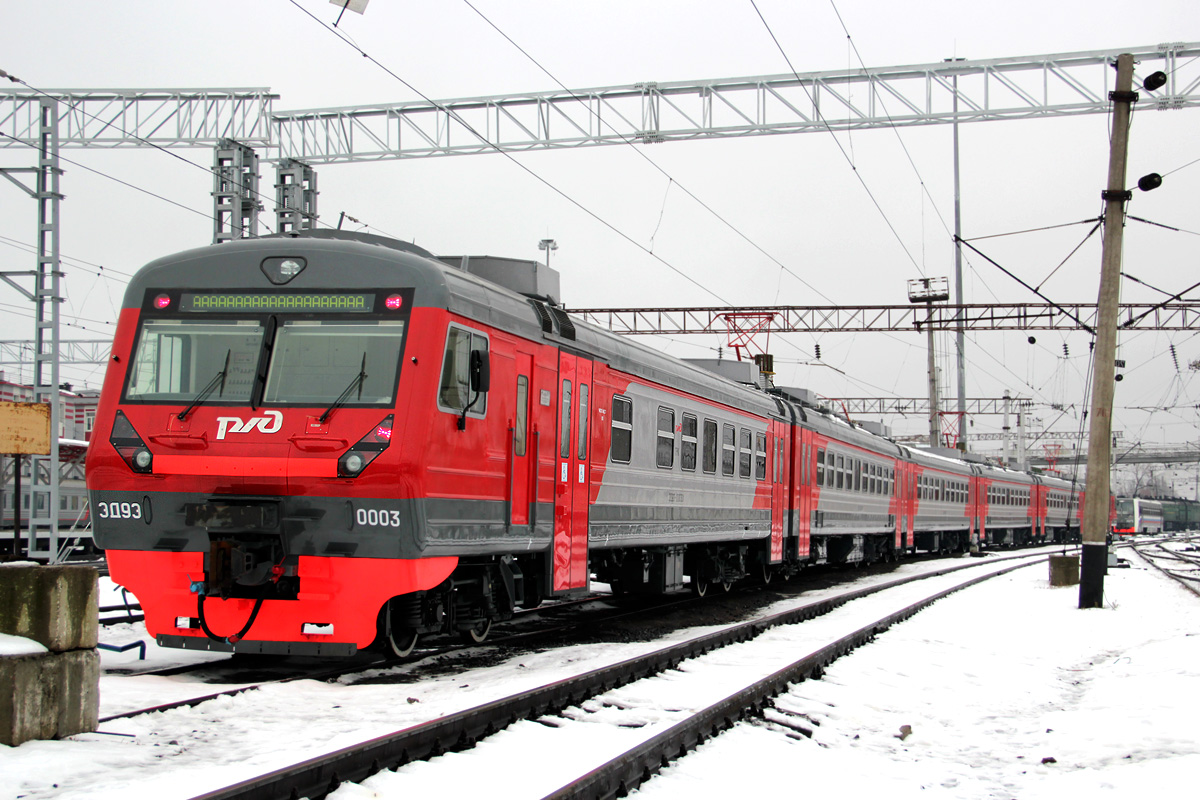
ЭД9Э-0003 с изменённой маской кабины

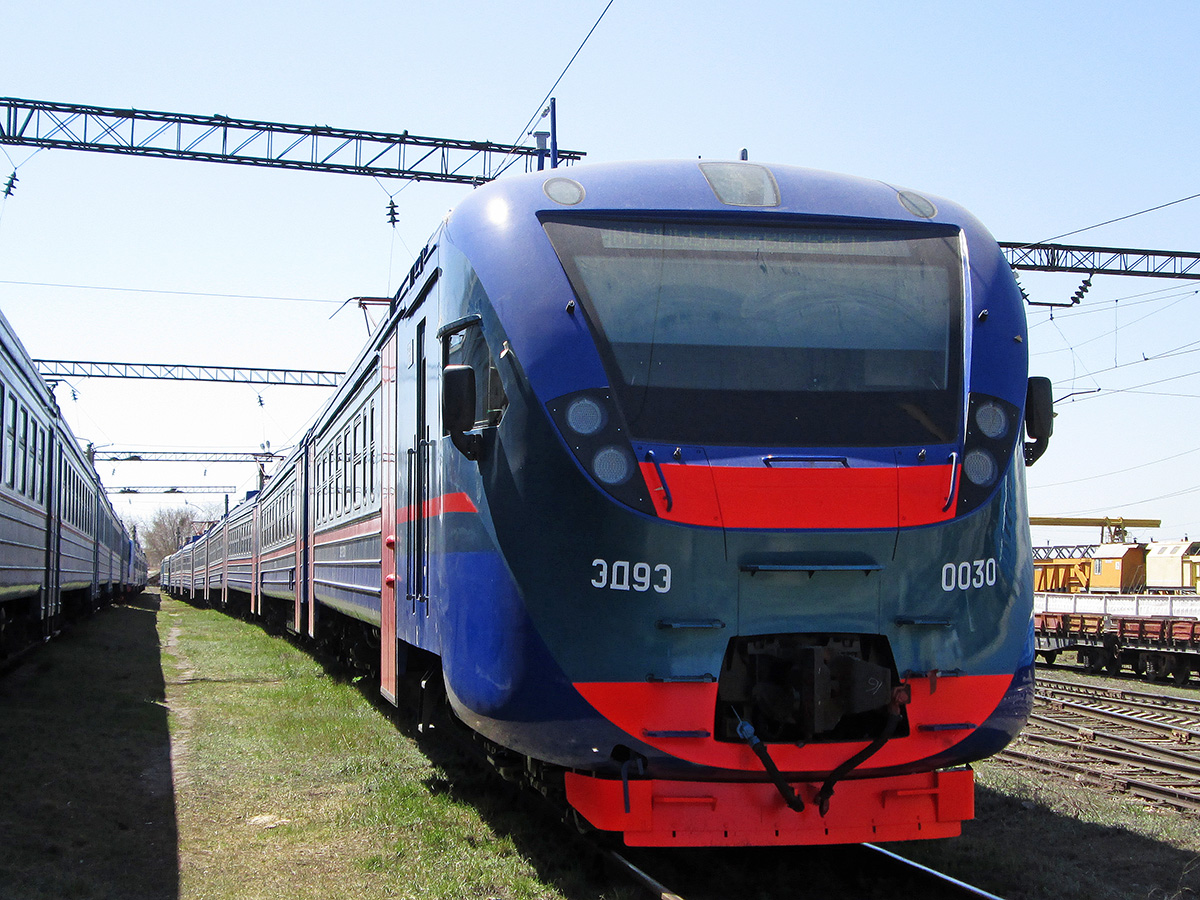
ЭД9Э-0030 с обновлённой кабиной

В 2006 году был построен опытный девятивагонный поезд ЭД9Э-0001 с комплектом энергосберегающего электрооборудования, переданный в начале декабря 2010 года  в депо Ростов Северо-Кавказской железной дороги для постоянной эксплуатации.
Важнейшим преимуществом ЭД9Э-0001 является использование энергосберегающего комплекта электрооборудования КЭО-25, преобразователя ВИП-1000 и микропроцессорной системы управления тяговым приводом, которые обеспечивают плавное регулирование напряжения на тяговых электродвигателях, а также способствуют повышению тяговых показателей электропоезда и сокращению эксплуатационных расходов на 20—25 % за счёт применения рекуперативного торможения практически до полной остановки поезда. Помимо этого, экономия расхода электроэнергии на один электропоезд в год составляет около 450 тысяч кВт·ч.

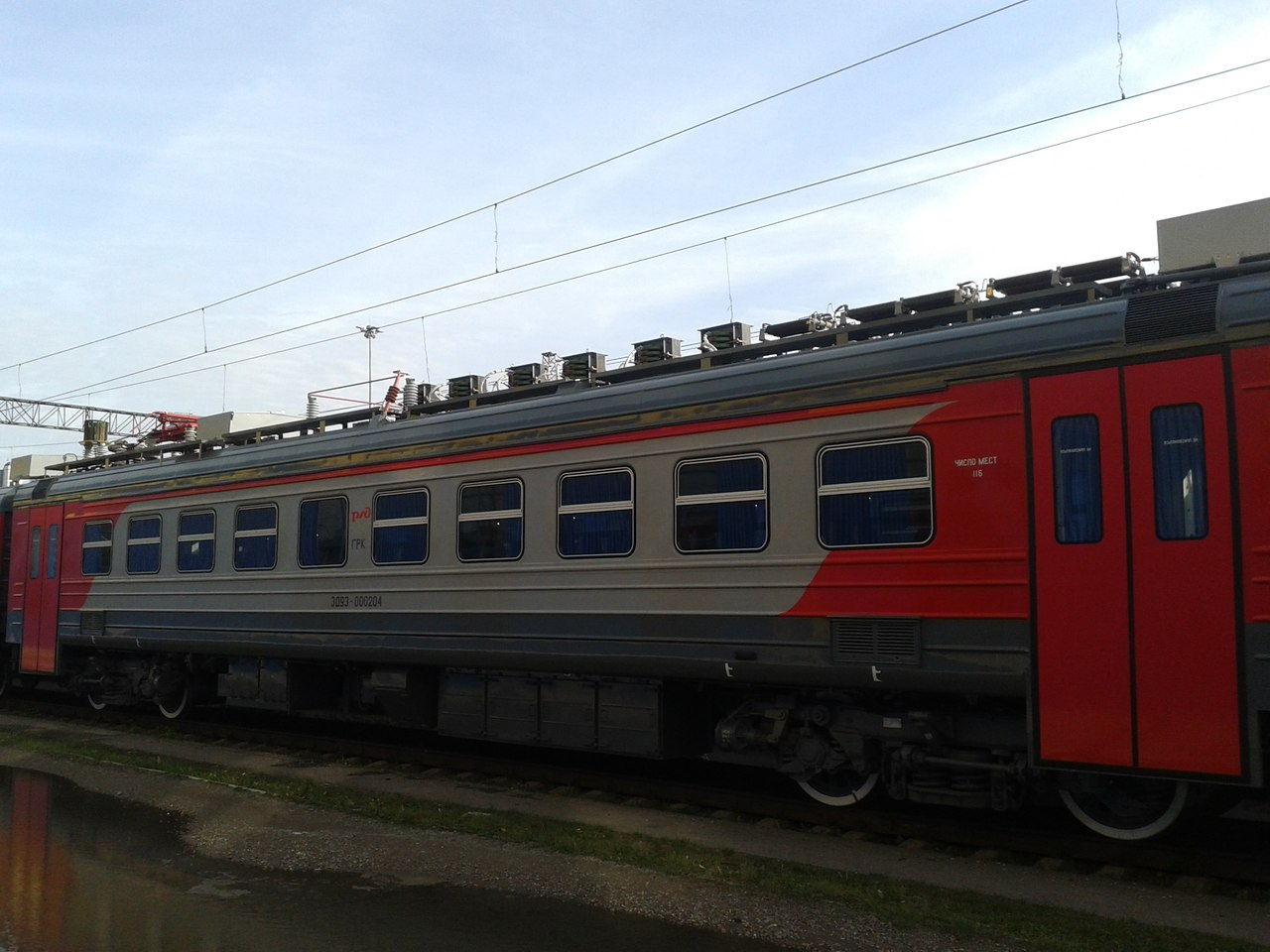
Моторный вагон состава ЭД9Э-0002

В 2012 году начат выпуск обновлённых электропоездов ЭД9Э (с номера 0002). В период 2012—2013 годов было выпущено 25 шестивагонных электропоездов с номерами по 0026 включительно для Горьковской железной дороги (эксплуатируются в Нижнем Новгороде и в Казани), а в конце 2013 года — десятивагонный электропоезд для Казахстана. Вагоны имеют прислонно-сдвижные автоматические двери для выхода на низкие платформы, систему кондиционирования, систему видеонаблюдения, межвагонные переходы, аналогичные серии ЭД4МКМ-АЭРО. Головные вагоны имеют увеличенный тамбур и туалетную комнату, оборудованную для пассажиров с ограниченными способностями, аналогичную оборудованной на электропоезде ЭД4М-0500. Поезд оборудован новой системой пожарной и охранной сигнализации КТС-ПОС-ОВД, имеющую пять шлейфов пожарной сигнализации. Лобовая часть головного вагона изменена для установки одного маршрутного указателя на двадцать знаков. Комплект электрооборудования для ЭД9Э поставляет ООО «Силовые машины» — завод «Реостат».
В отличие от предыдущих моделей серии, эксплуатация ЭД9Э по системе многих единиц не предусмотрена.

В 2014 году были выпущены пять электропоездов (с № 0028 по № 0032) с новой кабиной машиниста, аналогичной устанавливаемой на поезда ЭД4М 500-й серии. Однако, в отличие от последних, на стенках вагонов ЭД9Э присутствуют внешние гофры. Данные электропоезда, как и № 0027, эксплуатируются в республике Казахстан. Позднее выпуск электропоездов ЭД9Э был продолжен, но с обычной кабиной. Поезда типа ЭД9Э строились до июля 2016 года включительно. Последним поездом этого типа стал ЭД9Э-0062 (эксплуатируется на Приволжской железной дороге); он же стал последним электропоездом всей серии ЭД9.

## Доработка (модернизация) электропоездов серии ЭД9

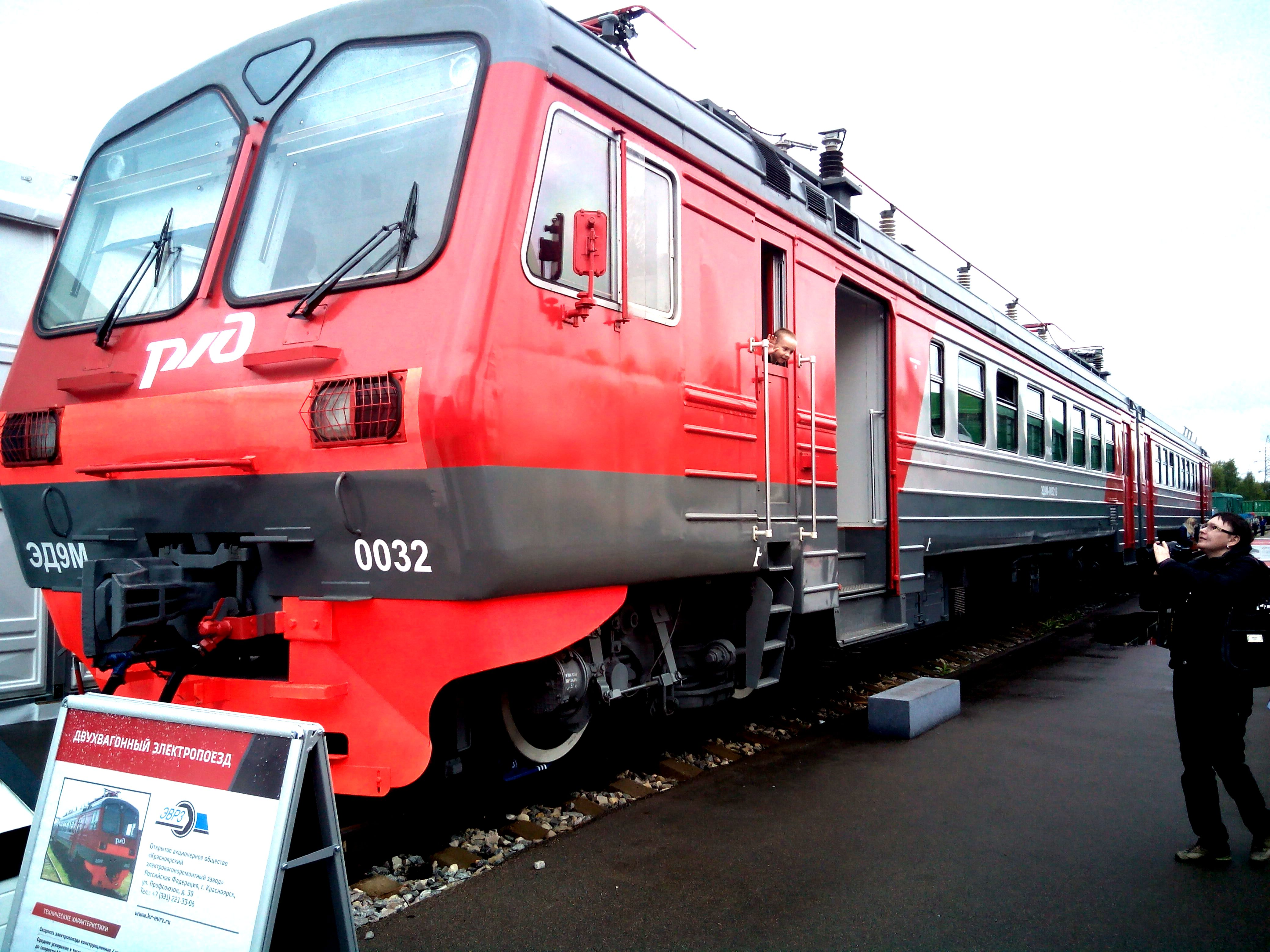
Двухвагонный ЭД9М-0032 на ЭКСПО-1520

Минимальной составности стандартных электропоездов серии ЭД9 соответствует компоновка Пг+Мп+Мп+Пг, то есть четыре вагона. Однако в ряде случаев в пригородном движении даже такое число вагонов является избыточным, что приводит к излишним потерям электроэнергии.
В связи с этим Красноярский электровагоноремонтный завод (КрЭВРЗ) в 2014 году на базе вагонов ЭД9М-003205 (Пп) и ЭД9М-003210 (Мп) из состава электропоезда ЭД9М-0032 создал двухвагонный электропоезд, также обозначенный ЭД9М-0032. Оба вагона были переделаны в головные (композиция Пг+Мг), а головные вагоны исходного поезда ЭД9М-0032 оставлены в его составе, то есть стало два электропоезда ЭД9М с номером 0032. Также появился новый тип вагона — моторный головной (Мг). Кабины модифицированных вагонов имеют кабины управления, идентичные кабинам обычного ЭД9М.
Новый электропоезд ЭД9М-0032, который также иногда называют двухвагонной электромотрисой (что не совсем верно), был представлен на салоне ЭКСПО-1520 в сентябре 2015 года.

## МВПС, созданный на базе серии ЭД9

### Мотрисы

#### Мотрисы ВС1Н

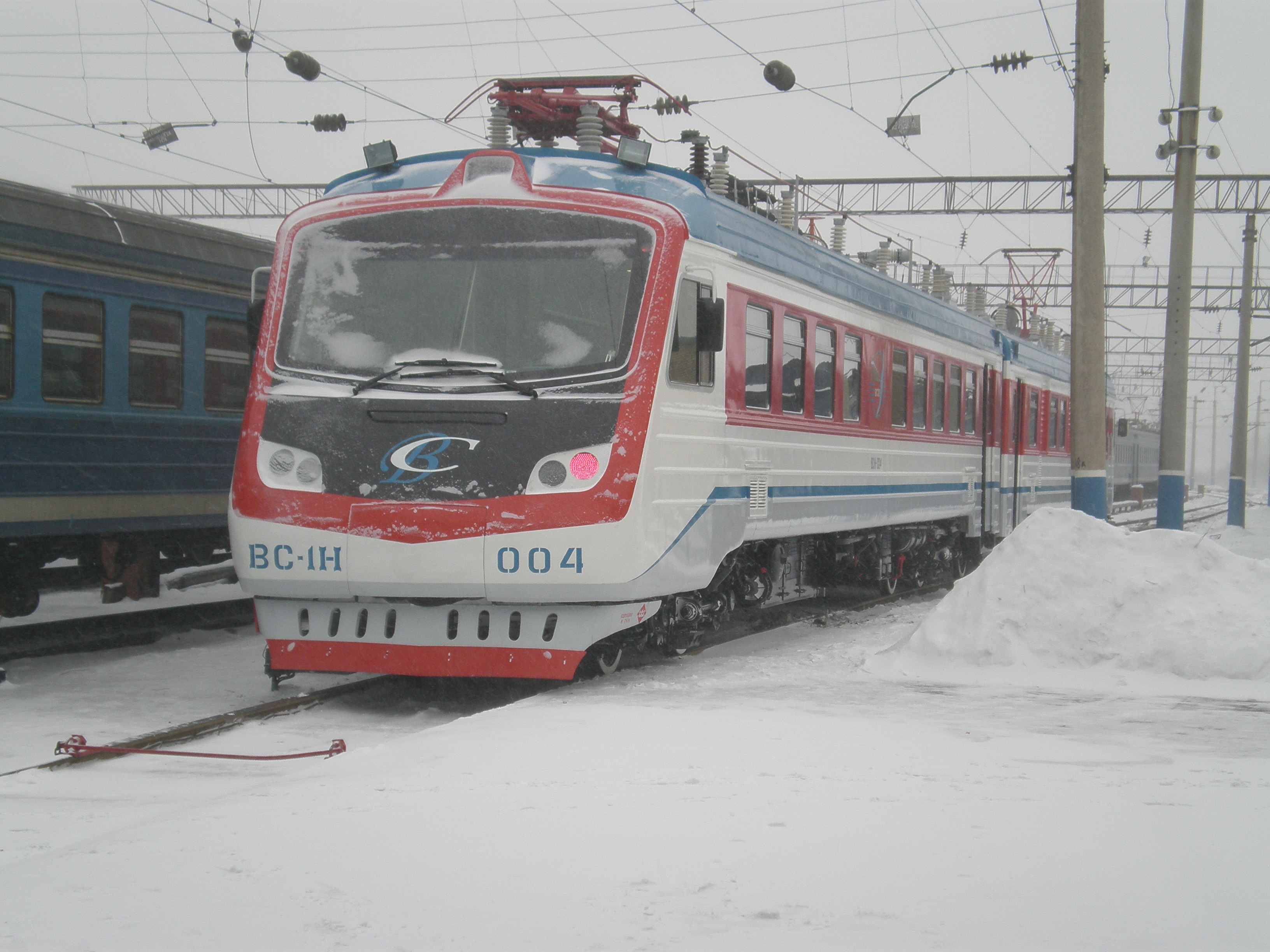
ВС1Н-004

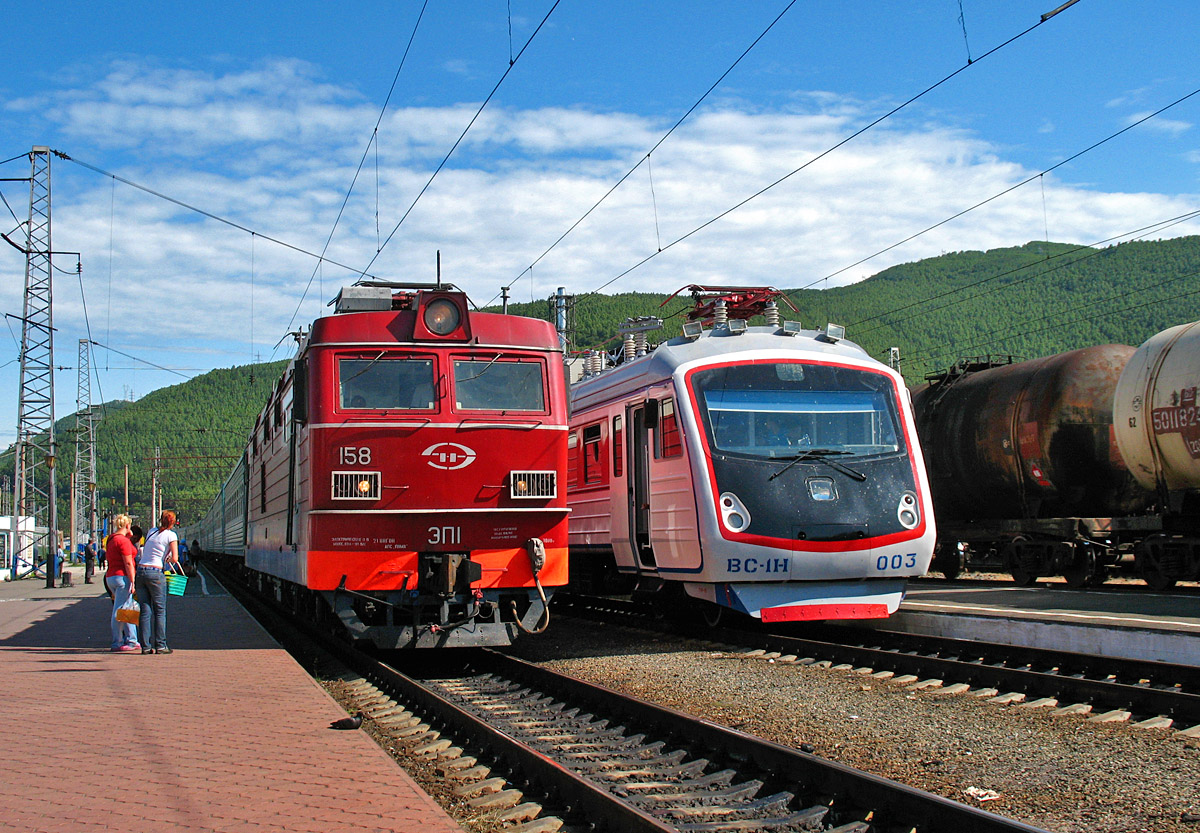
ВС1Н-003 (справа) и ЭП1-158

Несколько вагонов электропоездов ЭД9Т были использованы для постройки служебных мотрис ВС1Н-002, ВС1Н-003, ВС1Н-004 (первая машина — ВС1Н-001 — создана на базе вагона электропоезда ЭР9П). Машины с номерами 002 и 003 — одновагонные элекромотрисы, созданы с использованием вагонов от ЭД9Т-0009. Состав с номером 004 — двухвагонная автомотриса с дизельным и электрическими двигателями (дизель-электропоезд), создана на базе вагонов от ЭД9Т-0001. Дизайн головной части этих машин уникальный для каждой из них и отличается от известных российских электро- и дизель-поездов (дизайн головной части ВС1Н-002 имеет большое сходство с ранними вариантами поездов ЭПЛ2Т и ЭПЛ9Т).

#### Электромотриса ЭМ2П

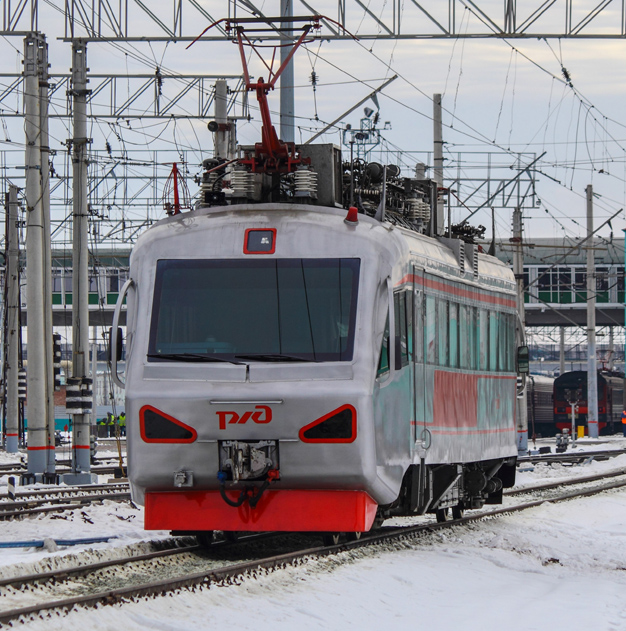
ЭМ2П-02 на станции Омск-Пассажирский

Двухсистемная служебная электромотриса, созданная в депо Алтайская Западно-Сибирской железной дороги (ЗСЖД) на базе моторных вагонов электропоездов ЭД, предназначенная для эксплуатации на электрифицированных линиях постоянного тока 3 кВ и переменного тока 25 кВ. Всего было создано две электромотрисы: первая — в сентябре 2008 года на базе вагона электропоезда переменного тока ЭД9Т-001902, вторая — в октябре 2011 года на базе вагонов электропоездов постоянного тока ЭД4М-001603 и ЭД2Т-005310. Обе мотрисы с момента создания были приписаны к депо Новосибирск (ТЧ-32 ЗСЖД) и стали использоваться для служебных поездок начальства ЗСЖД. По состоянию на 2018 год они продолжают работать с той же припиской. Машины спроектированы с помощью научных сотрудников Омского государственного университета путей сообщения (ОмГУПС)(где разработаны принципы построения электрической схемы).
У вагонов обрезались тамбуры и вместо них устанавливались новые кабины машиниста уникальной конструкции, врезались входные двери, монтировалось новое электрооборудование для работы на обеих системах тока и переоснащался салон. При постройке обе мотрисы были окрашены в серый цвет с красной полосой, и на лобовой части кабин был нанесён логотип ОАО «Российские железные дороги» (РЖД) образца 2008 года (из символов p/d), однако какая-либо обозначающая серию и номер маркировка на них отсутствовала.
Кабины машиниста электромотрис имеют уникальную форму и внешне напоминают кабины электропоездов ЭС2, полученных при КВР/КРП электропоездов ЭР2 в том же депо Алтайская, но в отличие от последних имеют сильный наклон в верхней части и треугольные буферные фонари вместо трапециевидных. Также примечательными особенностями кабин являются превосходящие по высоте окна высокие дужки для боковых зеркал, три дворника под лобовым стеклом, красный проблесковый маячок, а также тифон и свисток от машин чиновников с мигалками (см. видео по ссылке). Нижняя часть кабины оснащена стандартными автосцепками СА-3.
Двери у электромотрис одностворчатые, рассчитаны на высокие платформы и служат для входа как членов бригады, так и пассажиров. Они расположены по бокам на месте крайнего левого окна с каждой стороны рядом с кабиной. Для выхода на уровень низких платформ под дверью имеются небольшие лестницы, схожие с лестницами под служебным тамбуром серийных электропоездов.
На крыше электромотрисы размещено токоведущее электрооборудование, занимающее почти всю её площадь и имеющее массивные изоляторы, рассчитанные на переменный ток напряжением 25 кВ. Два токоприёмника представляют собой асимметричные полупантографы и размещены по краям вагона, вслед за ними находятся кондиционеры, а по бокам — резисторы. В центральной части крыши находятся воздушные выключатели, переключатель родов тока и вводные изоляторы, а также блоки тормозных резисторов; с одной стороны вагона рядом с краем проходит токоведущая шина.
Преобразующее электрооборудование и аккумуляторные батареи расположены в подвагонном пространстве. Тележки и тяговый привод аналогичны электропоездам серий ЭД4/ЭД9.
Салон электромотрисы, без учёта пространства кабин, по длине соответствует салону стандартного вагона ЭД, однако пространство кабин не имеет перегородок от пассажирской части. Пульт управления машиниста электромотрисы расположен справа и заужен по сравнению с пультом ЭД4М, часть приборов управления расположена справа от машиниста (слева от пульта установлен обычный стол). Сиденья в салоне электромотрисы представляют собой мягкие кресла с откидными спинками, расположенные продольно в направлении ближайшей кабины по два с каждой стороны от центрального прохода. В центральной части салона по бокам от прохода расположен туалет и электрический шкаф главного ввода, разделяющий салон на две части.

#### Прочее
Известны и другие случаи создания мотрис на базе вагонов этой серии (например, электромотриса СВ-1М, полученная переоборудованием моторного вагона электропоезда ЭД9М).

### Электропоезд ЭДС1Р

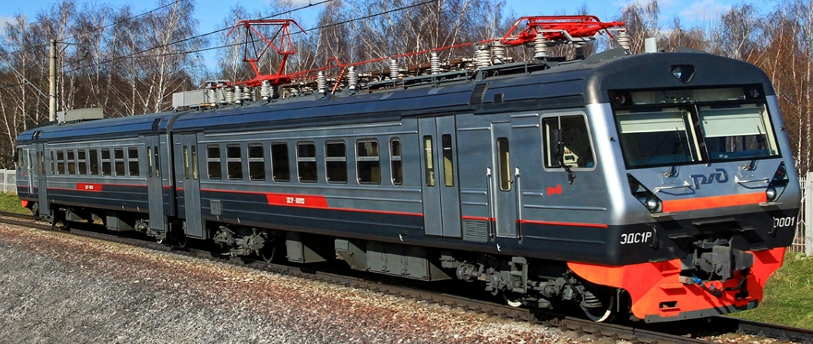
ЭДС1Р-0001 на кольце ВНИИЖТ

В 2013 году на ДМЗ был создан опытный образец специального электропоезда (или же двухвагонной электромотрисы) переменного тока, предназначенного для доставки рабочих бригад с необходимым оборудованием к месту работы. На сайте завода состав обозначен ЭДС1Р (Электропоезд Демиховский Специальный, 1-й тип). На заводской табличке этого состава, представленного на салоне ЭКСПО-1520 в сентябре 2013 года, была надпись «Электромотриса ЭмДС1Р», хотя на головной части в маркировке буквы «м» не было. Заводское обозначение — модель 62-370.
Электропоезд создан на базе унифицированной механической части поезда ЭД9М и скомпонован по схеме из двух вагонов (Мг+Пг); причём вагон Пг (модель 62-371) является пассажирским, а Мг (модель 62-372) — служебно-техническим. По конструкции пассажирский вагон практически не отличается от головного вагона ЭД9М. Изменена планировка салона (имеется купе для бригадира; кухня со столом, шкафом для посуды, микроволновой печью, электрочайником и т. п.). В салоне служебно-технического вагона имеется специальный кран, позволяющий погружать, разгружать и перемещать внутри салона тяжёлые грузы.
В следующем году был построен ещё один поезд того же типа (ЭДС1Р-0002), а номер опытного образца по неизвестным причинам был изменён с 0001 на 0003.

### Электропоезд ЭП3Д

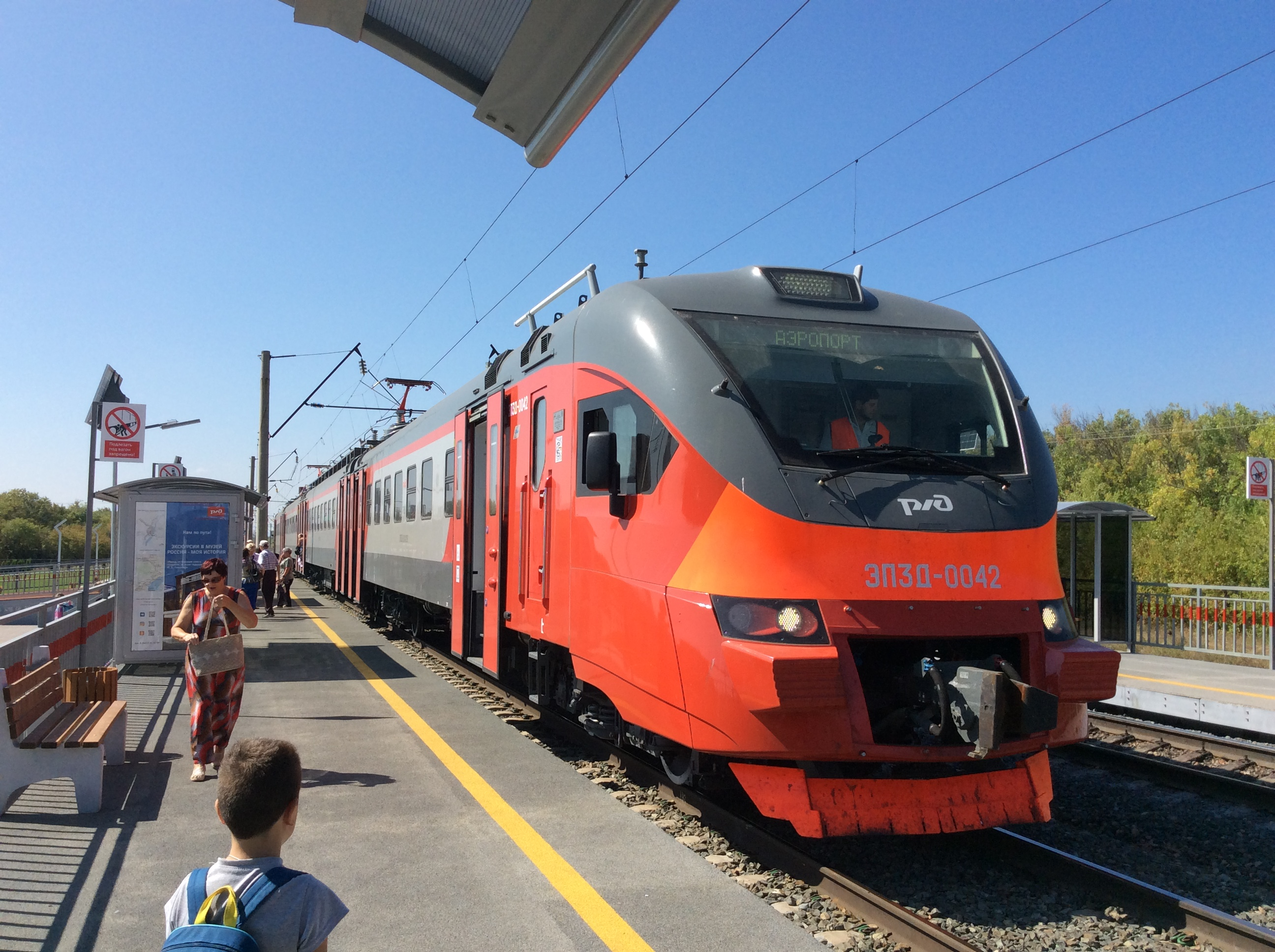
ЭП3Д-0042 в фирменной окраске РЖД у Саратова

Пригородный модернизированный электропоезд с возможностью двухвагонной компоновки при использовании в составе моторных головных вагонов. Как и его аналог для постоянного тока, ЭП2Д, обозначен по новой системе (Электропоезд Пригородный, 3-й тип, Демиховский). По сути, является сильно усовершенствованным и модифицированным под современные требования поездом ЭД9Э № 0028—0032, у которого была переработана форма головной части кабины. По форме кабина нового поезда аналогична ЭП2Д, аналогичным образом созданного на базе модели ЭД4М-500 — нижняя часть оснащена сцепкой и буферами с крэш системой специальной конструкции и вырезом в метельнике, а буферные фонари будут расположены горизонтально над буферами. В июле 2016 года первый электропоезд был изготовлен в 8-вагонной составности и отправлен на кольцо ВНИИЖТ в Щербинке для прохождения испытаний, после которых он поступит на Казахстанские железные дороги вместе с ЭД9Э.
Необходимость создания поезда была обусловлена новым техническим регламентом Таможенного союза «О безопасности подвижного состава», вступившем в силу в 2014 году, согласно которому все электропоезда, производимые после 1 августа 2016 года, должны быть оснащены устройствами поглощения энергии удара (крэш-системами), которые будут обеспечивать безопасность пассажиров и локомотивной бригады в случае лобового столкновения с препятствием. Необходимость же создания головных моторных вагонов для двухвагонной компоновки вызвана малым пассажиропотоком на некоторых линиях. Для разрешения ситуации с убыточностью пригородных пассажирских компаний (ППК) Правительством России был выработан ряд мер (например, снижение платы за пользование железнодорожной инфраструктурой и т. д.). Выступая на Уральском межрегиональном координационном совете в июле 2015 года, прежний президент РЖД В. И. Якунин в свою очередь предложил производителям подвижного состава сконструировать новый вид электропоездов из одного-двух вагонов. В связи с этим на ДМЗ было принято решение о разработке электропоезда, конструкция которого позволяла бы эксплуатировать как составы стандартной длины, так и по два или три вагона.

## Эксплуатация
По состоянию на начало 2017 года электропоезда серии эксплуатируются:
- ЭД9Т — на разных железных дорогах РЖД;
- ЭД9М — на разных железных дорогах РЖД, Юго-западной железной дороге Укрзализныци (УЗ), на Казахстанских железных дорогах (ҚТЖ[к 4]);
- ЭД9МК — на разных железных дорогах РЖД и ҚТЖ;
- ЭД9Э — на Горьковской (преимущественно) и других железных дорогах РЖД, а также на ҚТЖ; причём для ҚТЖ были поставлены поезда с номерами от 0027 до 0032, которые, кроме № 0027, оснащены кабинами по типу ЭД4М 500-х номеров.

За период от создания серии до конца 2016 года не зафиксировано ни одного случая списания составов, кроме происшествия с ЭД9Т-0007. Точнее, были списаны несколько его вагонов (не более четырёх из десяти; остальные были восстановлены). Однако среди списанных оказался головной вагон (№ 000701). Некоторое время вместо списанных вагонов использовались другими (от ЭД9М), но позже состав был расформирован (уцелевшие вагоны стали применяться в качестве запасных и для формирования сборных электропоездов). Таким образом, фактически ЭД9Т-0007 перестал существовать как электропоезд.

## Транспортные происшествия
В 17 часов 32 минуты 9 февраля 2010 года на перегоне Бузанский — Дельта автомобиль ВАЗ-21099, игнорируя запрещающий сигнал светофора переезда и шлагбаум, врезался в электропоезд ЭД9Т-0007, следовавший по маршруту Газоперерабатывающий завод — станция Кутум (состав был арендован ООО «Газпром добыча Астрахань» у РЖД). В составе находились 608 рабочих газоперерабатывающего завода и 80 железнодорожников. В результате удара автомобиля в тележку вагона произошёл сход состава с рельсов, а сам автомобиль протащило составом несколько десятков метров. Сошедший на скорости около 95 км/ч с рельсов состав вынесло с главного на четвёртый путь, где в тот момент находилась монтажная автомотриса АДМ. В результате удара произошло разрушение бортов первых вагонов; с другой стороны, возможно, автомотриса не дала поезду слететь под откос. В результате происшествия погибли два пассажира поезда (работники железной дороги) и пассажир автомобиля, около 20 человек были госпитализированы, повреждён подвижной состав (автомотриса и вагоны поезда), разрушено 400 метров пути и как минимум четыре стрелочных перевода. Были повреждены все вагоны электропоезда (несколько первых вагонов — до степени исключения из инвентаря).

### Комментарии
1. ↑  Существует разногласие по вариантам составности ЭД9Э внутри сайта завода, а также между сайтом завода и сайтом производителя[10][11]:

1) возможные варианты составности по данным сайта завода — 4, 6, 8, 10 вагонов; по данным сайта производителя — 4, 6, 7, 8, 9, 11 вагонов;

2) в качестве основной составности на сайте завода указана восьмивагонная, однако там же указано соотношение числа обмоторенных осей к общему как 16/36, что соответствует девятивагонной композиции 2Пг+4Мп+3Пп; на сайте производителя в качестве основной указана девятивагонная композиция 2Пг+4Мп+3Пп, как у ЭД9М;
2. ↑  Существует разногласие по конструкционной скорости ЭД9Э внутри сайта завода, а также между сайтом завода и сайтом производителя. На сайте завода указана конструкционная скорость 120 км/ч[10](что подтверждается надписями на заводских табличках[12]); на сайте производителя ссылка не на конструкционную, а на максимальную служебную скорость, значение которой указано 130 км/ч[11]  (то есть выше конструкционной, что абсурдно).
3. ↑  Высокая платформа — платформа, высота которой над уровнем головки рельса (УГР) составляет 1100 мм. Средняя платформа — платформа, высота которой над УГР составляет 550 мм. Низкая платформа — платформа, высота которой над УГР не более 200 мм[13].
4. ↑  ҚТЖ — каз. АБ «Ұлттық компания "Қазақстан темір жолы"», АО «Национальная компания „Казахстанские железные дороги“»